# Lisa Antoni
Lisa Antoni (* 26. Januar 1981 in Wien) ist eine österreichische Musicaldarstellerin und Schauspielerin.

## Leben und Karriere
Antoni studierte vier Jahre am Konservatorium der Stadt Wien die Fächer Musical und Operette. Seit ihrem Abschluss studiert sie Gesang bei dem Musicaldarsteller Gordon Bovinet.
Während ihrer Ausbildung spielte sie u. a. bereits Klärchen/Ottilie in der Operette Im weißen Rößl von Ralph Benatzky oder Magenta in Rocky Reloaded sowie Lisa in der musikalischen Revue Casting im Wiener Metropol. An der Bühne im Hof, St. Pölten stand sie als Minni Mare in „Wer wird Megastar?“ auf der Bühne. In Villach und im Wiener Metropol verkörperte sie in der Uraufführung von Müllers Büro – Das Musical die Rolle Maria/Die Rothaarige. Im Sommer 2007 spielte sie im Ensemble von Dracula in der Grazer Kasematten und danach in Les Misérables an der Grazer Oper.
Der „große Durchbruch“ gelang ihr im Musical der Vereinigten Bühnen Wien, Rudolf - Affaire Mayerling als Mary Baroness Vetsera.
Lisa Antoni war ab Januar 2010 für einige Vorstellungen im Theaterstück Soul Strip im Wiener Queen Club zu sehen. Auf der Freilichtbühne Tecklenburg übernahm sie von Juni bis August 2010 die Rolle der Constance in dem Musical 3 Musketiere. Von Oktober 2010 bis Juni 2011 stand sie am Staatstheater Kassel als Cinderella im Sondheim-Musical Into the Woods auf der Bühne, bevor sie im Oktober 2011 die Hauptrolle der „Ich“ im Musical  Rebecca am Theater St. Gallen übernahm.
Im November/Dezember 2012 sang sie in 10 Vorstellungen im Ronacher in Wien die Rolle der Christine Daaé in einer semikonzertanten Fassung des Erfolgsmusicals Das Phantom der Oper zum 25-jährigen Jubiläum der Vereinigten Bühnen Wien; Regie führte Andreas Gergen.
Von 2012 bis 2014 war Antoni Ensemblemitglied am Landestheater Linz für den Bereich Musical; sie übernahm dort ab April 2013 unter anderem die Sukie Rougemont in dem Musical Die Hexen von Eastwick. Von September 2014 bis Januar 2016 war Lisa Antoni am Stadttheater St. Gallen in dem Musical Artus - Excalibur zu sehen. In der Spielzeit 2014/15 übernahm sie die Rolle der Rosemary in dem Musical How to Succeed in Business Without Really Trying von Frank Loesser an der Staatsoper Hannover. In der Spielzeit 2015/16 war Lisa Antoni am Theater St. Gallen als Maria in dem Musical West Side Story zu sehen. Im Februar 2017 debütierte sie an der Wiener Volksoper als Rosemary in dem Musical Wie man Karriere macht, ohne sich anzustrengen von Frank Loesser. 2018 wurde sie die deutsche Gesangsstimme von Mary Poppins für den Kinofilm Mary Poppins’ Rückkehr.
In der 20. Staffel der TV-Serie SOKO Kitzbühel (2021) hatte sie eine Gastrolle.